# Атрани, берег Амальфи
«Атрани, берег Амальфи» — литография нидерландского графика Маурица Корнелиса Эшера, впервые опубликованная в 1931 году. Как и другие ранние работы Эшера, литография посвящена одному из мест, которые художник посетил во время путешествия по Италии. На ней изображена деревня Атрани в провинции Салерно, расположенная рядом с городком Амальфи. Вид на Атрани встречается и в других работах Эшера из более позднего цикла «Метаморфозы».

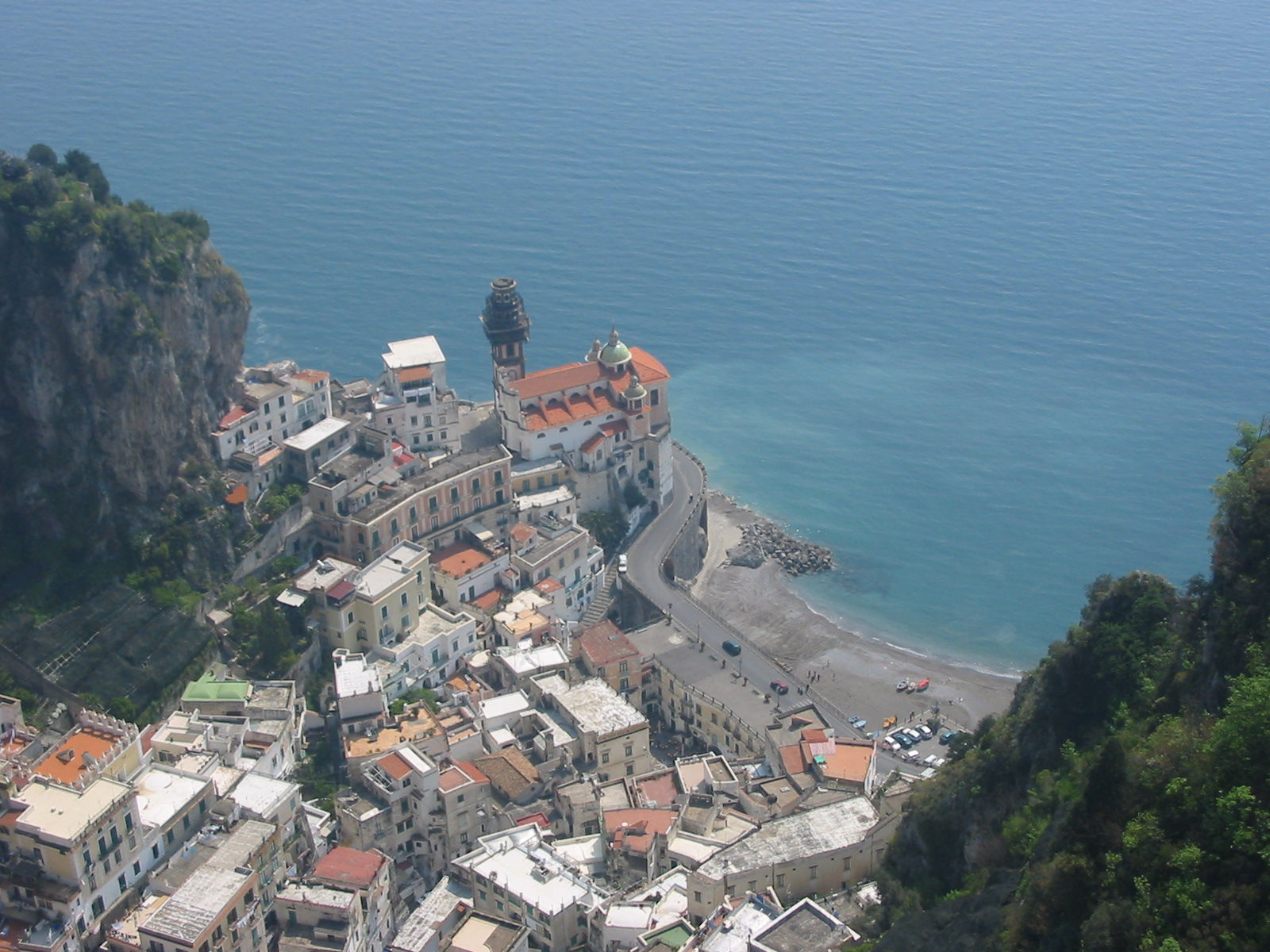
Атрани в 2003 году